# Touma
Touma est une commune rurale située dans le département de Kalsaka de la province du Yatenga dans la région Nord au Burkina Faso.

## Géographie
Touma se trouve à 4 km au nord du centre de Kalsaka, le chef-lieu du département, et à 30 km au sud de Séguénéga et de la route nationale 15.

## Économie
L'économie de la commune a profité de sa proximité avec la mine d'or de Kalsaka, située au sud du village, ouverte en 2006 et exploitée jusqu'en 2012 par un consortium britannico-burkinabè,. La colline sur laquelle a été ouverte la mine était sous la responsabilité foncière du chef de terre de Touma qui en avait confié la culture en 1990, contre compensation financière, aux paysans de Kalsaka qui manquaient de terres. Après l'ouverture de la mine, les terres cultivables du village ont considérablement diminué et ont été notablement dégradées jusqu'à en devenir inexploitables en raison de la pollution.

## Santé et éducation
Le centre de soins le plus proche de Touma est le centre de santé et de promotion sociale (CSPS) de Kalsaka tandis que le centre médical avec antenne chirurgicale (CMA) de la province se trouve à Séguénéga.